# Eixo do mal

O Eixo do Mal de Bush inclui o Irã, o Iraque, e a Coreia do Norte. Além do Eixo do Mal, conforme John R. Bolton, incluíram-se também Cuba, Líbia e Síria (em laranja). Em azul está o território dos EUA.

Eixo do mal foi uma expressão adotada pelo presidente dos EUA, George W. Bush, inicialmente no seu Discurso sobre o Estado da União de 29 de Janeiro de 2002 e, depois, muitas vezes repetida, para se referir a governos que ele considerava hostis ou inimigos dos EUA, acusando-os de apoiarem o terrorismo e de possuírem armas de destruição em massa. Irã, Iraque e Coreia do Norte segundo Bush, estariam construindo armas nucleares. O governo Bush usou o conceito de Eixo do Mal para obter apoio político à chamada Guerra ao Terror.

## Estado da União 2002
Em seu discurso sobre o Estado da União de 2002, Bush chamou a Coreia do Norte de "um regime armado com mísseis e armas de destruição em massa, enquanto mata seus cidadãos de fome". Ele também afirmou que o Irã "persegue agressivamente essas armas e exporta o terror, enquanto uns poucos não eleitos reprimem a esperança de liberdade do povo iraniano". Bush fez a maior crítica ao Iraque, afirmando que "o Iraque continua a ostentar sua hostilidade contra a América e a apoiar o terror. O regime iraquiano conspirou para desenvolver antraz, gás nervoso e armas nucleares por mais de uma década. Isso é um regime que tem e já usou gás venenoso para assassinar milhares de seus próprios cidadãos, deixando os corpos de mães encolhidos sobre seus filhos mortos. Este é um regime que concordou com as inspeções internacionais e depois expulsou os inspetores. Este é um regime que tem algo a esconder do mundo civilizado". Posteriormente, Bush disse: "Estados como estes e seus aliados terroristas constituem um eixo do mal, armando-se para ameaçar a paz do mundo". Nenhum dos terroristas envolvidos no 11 de setembro eram cidadãos das três nações citadas por Bush.

## Definição
A definição de Eixo do Mal está no seguinte Discurso do Estado da União, traduzido:
| “ | [O nosso objetivo] é prevenir os regimes que apoiam o terror de ameaçarem a América ou os nossos amigos e aliados com armas e destruição massiva. Alguns destes regimes têm estado bastante quietos desde o 11 de Setembro. Mas sabemos a sua verdadeira natureza. A Coreia de Norte é um regime armado com mísseis e armas de destruição massiva, enquanto esfomeia os seus cidadãos. O Irã persegue agressivamente estes armados e exporta terror, enquanto uns poucos não eleitos reprimem a vontade dos iranianos pela liberdade. O Iraque continua a mostrar a sua hostilidade por toda a América e a apoiar o terror. O regime iraquiano planejou fabricar antrax, gás de nervos e bombas nucleares para matar milhares dos seus próprios cidadãos - deixando os corpos de mães amontados por cima dos seus filhos mortos. Este é um regime que acordou na existência de inspetores internacionais [no seu país] - e depois deportou-os. Este é um regime que tem algo a esconder do mundo civilizado. Estados como estes, e os seus aliados terroristas, constituem um eixo do mal, armados para ameaçarem a paz no mundo. Por procurarem armas de destruição massiva, estes regimes são um perigo grave e crescente. Eles podem dar estas armas a terroristas, dando-lhes os meios para combinarem os seus planos. Eles podem atacar os nossos aliados ou tentar chantagear os Estados Unidos. Em qualquer um destes casos, o preço da indiferença seria catastrófico | ” |

## Outros eixos

Mapa dos membros do Eixo do bem

"Eixo do bem" foi a contestação do presidente venezuelano Hugo Chávez à expressão estadunidense, à qual se oporiam Bolívia, Cuba e Venezuela, conforme os vários pactos de cooperação firmados entre eles.
"Eixo da paz" foi o alinhamento entre França, Alemanha e Rússia contra a doutrina de ataque preventivo do governo de George W. Bush nos Estados Unidos, portanto, contra à invasão do Iraque em 2003.